# ローラージャマー
『ローラージャマー』(Roller Jammer)とは、1984年に日本物産（ニチブツ）から発売されたアーケードゲーム。

## 概要
ローラースケートを題材とした擬似3Dのアクションゲームで、相手にパンチで攻撃しステージをクリアするといった内容。
作曲は『チューブパニック』を企画した高木(I.TAKAGI)、サウンドのハード・ソフトは山田良一が担当しており、ゲーム中には同社の作品である『クレイジー・クライマー』や『ムーンクレスタ』の広告が表示されている。
全体的に1983年にカネコから発売された『ファイティングローラー』に類似したつくりとなっている。

## 移植版
| No. | タイトル         | 発売日        | 対応機種                      | 開発元   | 発売元     | メディア                              | 備考 |
| --- | ---------------- | ------------- | ----------------------------- | -------- | ---------- | ------------------------------------- | ---- |
| 1   | ローラージャマー | 2022年7月28日 | PlayStation 4 Nintendo Switch | ニチブツ | ハムスター | ダウンロード (アーケードアーカイブス) |      |

## スタッフ
- PLANNING : H.YAMAMOTO
- SOFTWARE : O.TOMIYAMA
- HARDWARE : S.MIYOSHI
- ART WORK : 藤原茂樹
- SOUND : 山田良一、高木一郎